# Смуров, Фёдор Филиппович
Фёдор Филиппович Смуров (псевдонимы: С….в; Ф.; ок. 1830 — не ранее 1861) — русский поэт-самоучка.

## Биография
Крепостной крестьянин графа Мамонова. Родился в деревне Мериново Рыбинского уезда (по другим сведениям — в Рыбинске). Побывал в Ярославле и Рыбинске, где был портным. Позже работал приказчиком у какого-то купца, затем торговал самостоятельно. Женился.
Ещё в ранние годы выучившись кое-как грамоте, стал добывать, где только мог, книжки для чтения, и затем и сам слагал разные рассказы и басенки. В 1853 году пришёл в Москву к родственникам и удивил всех тем, что говорил стихами. О нём узнали любители поэзии. Вскоре нашлись меценаты, и в 1854 году вышла в двух частях его книга «Стихотворения, или Досуги Фёдора Смурова». В них описывались сцены деревенской жизни: работа в поле, изба, праздники, эпидемии, набор в солдаты и др.
В 1855 году написал ура-патриотические стихотворения «К России 1853 года», «О, событие святое» и «Нашим врагам».
В 1857 году вышла его поэма «Путеводитель по Ярославлю и Рыбинску. Стихотворение и труды крестьянина Фёдора Филип. Смурова. Посвящается в знак памяти землякам-ярославцам». Автор рассказывает большей частью о магазинах, товарах, и купцах — «удалых молодцах». Книга интересна с краеведческой точки зрения.
В том же году вышла небольшая поэма «Искушение». Рассказывает она о несчастном, но честном бедняке, отказавшемся от предложенного чёртом богатства.
В 1861 году вышли поэмы «Колдун», рассказывающая о смерти колдуна, продавшего душу и дочь дьяволу, и «Всяческая суета», главный вывод которой, что всё в жизни «суета сует и всяческая суета».
Дальнейшая судьба Смурова неизвестна.

## Сочинения
- Стихотворения, или Досуги Фёдора Смурова. В 2-х частях. — М., 1854.
- К России 1853 года. — М., 1854.
- О событие святое // Ярославские губернские ведомости. — 1855. — № 34.
- Нашим врагам // Ярославские губернские ведомости. — 1855. — № 34.
- Путеводитель по Ярославлю и Рыбинску. Стихотворение и труды крестьянина Фёдора Филип. Смурова. Посвящается в знак памяти землякам-ярославцам. — М., 1857.
- Искушение. — М., 1857.
- Всяческая суета. — М., 1861.
- Колдун. — М., 1861.